# Новое Минькино
 Новое Минькино  — деревня в Нижнекамском районе Татарстана. Входит в состав Каенлинского сельского поселения.

## География
Находится в центральной части республики на расстоянии приблизительно 11 км по прямой на юго-запад от районного центра города Нижнекамск в 1 км от реки Зай.
К  селению примыкает  ландшафтный памятник природы регионального значения Борковская дача. К западу находится  озеро Прось.

## История
Основана в начале XIX века.

## Население
Постоянных жителей было: в 1870—163, в 1913—278, в 1920—317, в 1926—285, в 1938—342, в 1949—281, в 1958—236, в 1970—212, в 1979—124, в 1989 — 76, в 2002 − 65 (русские 83 %), 122 в 2010.